# Mars 1931

## Événements
- 1er mars : Gabriel Terra, président en Uruguay. Victoire des colorados en Uruguay. Les secteurs patronaux s’organisent en un puissant comité de vigilance pour stopper les volontés réformatrices des Batllistes. Dans un contexte de crise économique, le président Colorado Terra, une fraction du parti Blanco et l’oligarchie réclament le retour au présidentialisme, tandis que les Batllistes et l’autre fraction du parti Blanco signent en septembre le pacto de chinchulín qui leur permet d’être majoritaires dans l’exécutif collégial.

- 2 au 21 mars : un équipage français relie Paris et Tokyo sur un Farman F.190. Le voyage retour s'effectue du 26 mars au 19 avril, soit un trajet total de 35 000 km pour 250 heures de vol.

- 5 mars :
  - Victoire de Daniel Salamanca Urey aux élections en Bolivie. Homme fort au service de l’oligarchie, il attribue l’agitation sociale à la « propagande communiste étrangère ». Incapable de calmer le climat social et politique en dépit d’un sévère « loi de défense sociale », Salamanca détourne l’attention des Boliviens sur la rivalité du Paraguay au sujet du Chaco.
  - Le Mahatma Gandhi signe un accord avec le vice-roi des Indes, Lord Irwin, prévoyant la libération des prisonniers politiques et permettant que le sel soit librement utilisé par les couches les plus pauvres de la population.

- 23 mars : un équipage français améliore sept records du monde sur « Dewoitine Trait d'Union ».

- 25 mars : premier vol chasseur britannique Hawker Fury.

- 26 mars : création de la compagnie aérienne suisse Swissair par fusion de la Balair (fondée en 1925) et de l'Ad Astra Aero.

- 28 mars, France : la « banquière » Marthe Hanau, fondatrice de la Gazette du Franc et des Nations, est condamnée à deux ans de prison pour abus de confiance et escroquerie.

- 29 mars : victoire d'Achille Varzi de l'écurie Bugatti au Grand Prix automobile de Tunisie.

- 31 mars : le porte-avions américain Lexington participe aux opérations de secours à la suite d'un tremblement de terre au Nicaragua. Cinq avions sont notamment chargés du transport du personnel médical et du personnel médical.

## Naissances
- 2 mars : Mikhaïl Gorbatchev, ancien président de l'URSS, prix Nobel de la paix en 1990 et secrétaire général du Parti communiste de l'Union soviétique († 30 août 2022).
- 4 mars : William Henry Keeler, cardinal américain, archevêque émérite de Baltimore († 23 mars 2017).
- 5 mars : Fred, auteur de bandes dessinées français († 2 avril 2013).
- 6 mars :
  - John Smith, acteur américain († 25 janvier 1995).
  - Nicolas Barone, coureur cycliste français († 31 mai 2003).
  - Lamine Khene, homme politique algérien († 14 décembre 2020).
- 7 mars : Mady Mesplé, soprano française, professeur de chant († 30 mai 2020).
- 9 mars : Gilles Perrault, journaliste et écrivain français († 3 août 2023).
- 11 mars : Diane Brewster, actrice américaine († 12 novembre 1991).
- 16 mars : Augusto Boal, écrivain, dramaturge, metteur en scène, théoricien, homme de théâtre, et homme politique brésilien († 2 mai 2009).
- 17 mars : Patricia Breslin, actrice américaine († 12 octobre 2011).
- 21 mars : Didier Pineau-Valencienne, chef d'entreprise
- 22 mars : William Shatner, acteur canadien.
- 23 mars : Viktor Kortchnoï, joueur d'échecs russe puis suisse († 6 juin 2016).
- 25 mars :
  - Paul Motian, batteur de jazz américain († 22 novembre 2011).
  - Jack Chambers, artiste peintre canadien († 13 avril 1978).
- 26 mars : Leonard Nimoy, acteur, réalisateur et chanteur américain († 27 février 2015).
- 27 mars : David Janssen, acteur et compositeur américain († 13 février 1980).
- 28 mars : Jane Vance Rule, écrivaine canadienne († 27 novembre 2007).
- 29 mars : Alexeï Goubarev, cosmonaute soviétique († 21 février 2015).
- 30 mars :
  - Ernest Glinne, homme politique belge († 10 août 2009).
  - Gérard Bruchési, député fédéral canadien provenant du Québec.
- 31 mars : Robert Ouko, ministre des Affaires étrangères kényan († 12 février 1990).

## Décès
- 7 mars : Antoine Degert, religieux, écrivain et enseignant français (° 9 décembre 1859).

- 17 mars : Pietro Maffi, 72 ans, cardinal italien, archevêque de Pise de 1903 à 1931 (° 12 octobre 1858).
- 18 mars : Friedrich Murnau, réalisateur allemand (° 28 décembre 1888).